# Drietoma
Drietoma es un municipio del distrito de Trenčín en la región de Trenčín, Eslovaquia, con una población estimada a final del año 2024 de 2187 habitantes.
Se encuentra ubicado en el centro-norte de la región, cerca del río Váh (cuenca hidrográfica del Danubio) y de la frontera con la República Checa.

## Demografía
| Año        | 1994 | 2004    | 2014     | 2024    |
| ---------- | ---- | ------- | -------- | ------- |
| Población  | 2028 | 2047    | 2262     | 2187    |
| Diferencia |      | +0,93 % | +10,50 % | −3,31 % |

| Año        | 2023 | 2024    |
| ---------- | ---- | ------- |
| Población  | 2191 | 2187    |
| Diferencia |      | −0,18 % |